# 中田商会

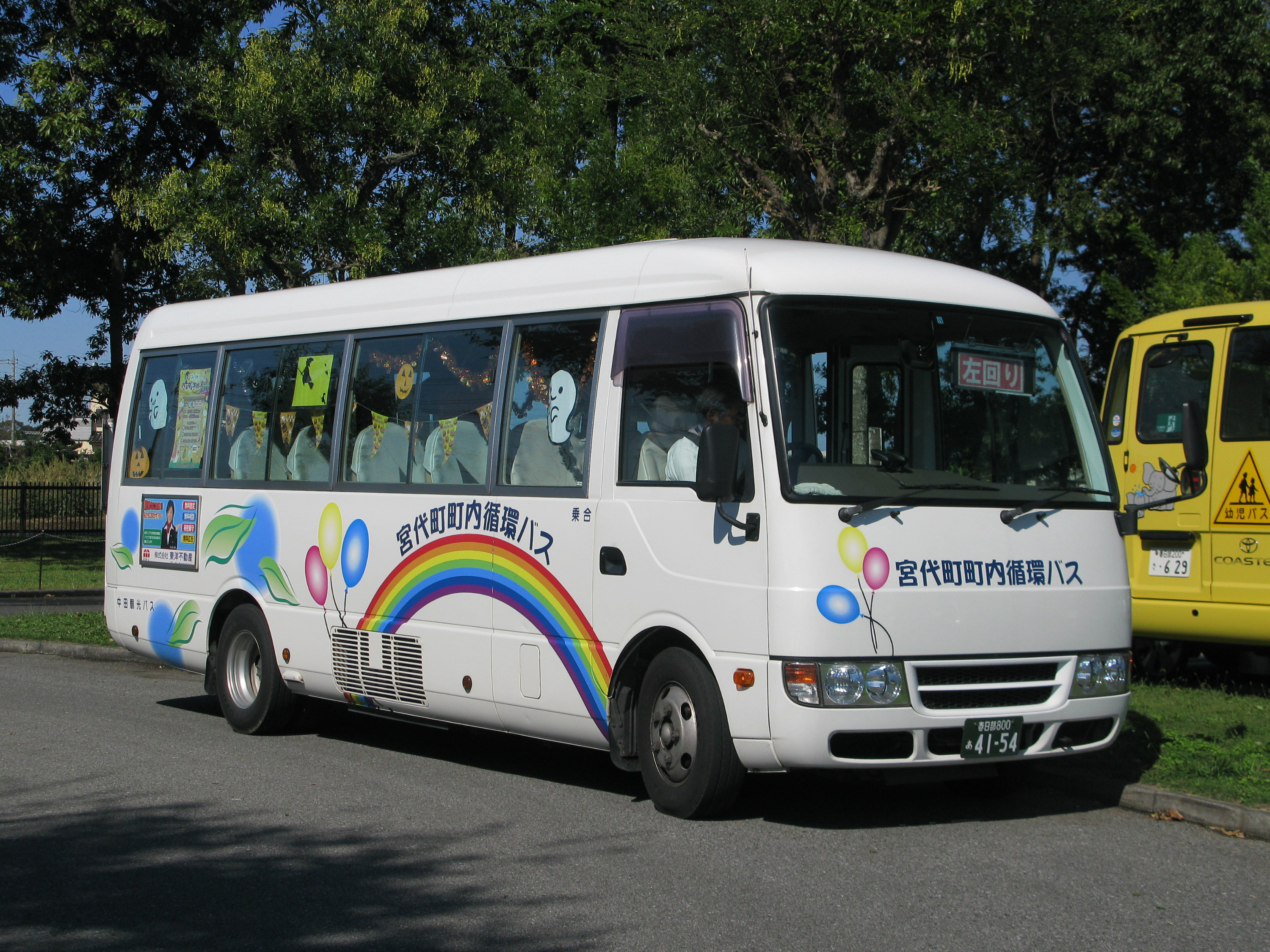
中田商会（中田観光バス）の車両
宮代町町内循環バス専用車

中田商会株式会社（なかだしょうかい）は、埼玉県幸手市に本社を置くバス会社である。中田観光バスの名称で貸切バス・特定バスのほか、一般路線バスとコミュニティバスの運行もしている。
なお、滋賀県高島市マキノ町にも「中田観光バス」の名称で貸切バスを運行する株式会社中田運送（なかたうんそう）という企業があるが、関係はない。

## 概要
創業者の中田博三は西武バスに8年間勤務し、「地域活性化のために貢献したい」という思いから独立してバス事業者の営業免許を取得、1984年（昭和59年）3月24日に会社を設立した。
貸切バス、乗合バス、特定バス事業のほか、自動車整備業・自動車販売・カーリース業、車両運行管理請負業、損害保険代理店（自動車保険）などを営む。また幸手市に旅行代理店「たび旅ランド」を出店し、JTB総合提携店となっている。
路線バス（コミュニティバスを含む）の運行エリアは埼玉県幸手市、久喜市。貸切バス営業所は幸手市の本社と、幸手市に隣接する茨城県猿島郡に置いている。
一般路線バスは、幸手市に隣接する久喜市に所在するJR東鷲宮駅西口とアリオ鷲宮間の路線を運行している。
東鷲宮駅東口発着の東鷲宮 - コミュニティセンター路線もあったが2021年（令和3年）9月30日をもって路線休止された（休止発表は同年3月）。また、かつては東武日光線幸手駅へも乗り入れていた。
コミュニティバスは幸手市から委託を受け「幸手市内循環バス」を2022年（令和4年）1月4日から運行する。かつては宮代町から委託を受け「宮代町町内循環バス」を2023年（令和5年）3月まで運行していた（4月からは朝日自動車が運行）。

### 事業所
- 本社：埼玉県幸手市権現堂148-1[1]
- 茨城営業所：茨城県猿島郡境町伏木504-1[1]
- JTB総合提携店「たび旅ランド」：埼玉県幸手市上高野764 エムズタウン幸手西館[1][7]

## 沿革
- 1984年（昭和59年）3月24日 - 会社設立[1][2]。
- 2010年（平成22年）2月 - ボートピア栗橋オープンに伴い、無料送迎バスを運行開始[12]。
- 2011年（平成23年）
  - 4月 - 路線バス「幸手 - 鷲宮駅東口路線」を運行開始[12]。
  - 11月30日 - この日をもって「幸手 - 鷲宮駅東口路線」運休[10]。
- 2012年（平成24年）11月 - 路線バス「アリオ鷲宮路線」を運行開始[12]。
- 2019年（令和元年）10月1日 - 消費税増税に伴い、一般路線バスの運賃を改定[9][8]。
- 2021年（令和3年）9月30日 - 東鷲宮 - コミュニティセンター路線を休止[5][9]。
- 2022年（令和4年）1月4日 - 幸手市内循環バス（2代）の運行受託を開始[13][14][15][16]。
- 2023年（令和5年）3月31日 - 宮代町町内循環バスの受託を終了[17]。

## 運賃・乗車券類
現行路線は均一運賃で前払い。未就学児は運賃無料。障害者割引運賃は各種障害者手帳（身体障害者手帳・療育手帳・精神障害者保健福祉手帳）の提示により、本人と付添者に適用される。
2019年（令和元年）10月1日、消費税増税に伴い、一般路線バスの運賃を改定した。
定期券は発売していない。

### 現行路線
コミュニティバスの運賃・乗車券類については、幸手市内循環バスの記事を参照。

#### アリオ鷲宮路線
コミュニティセンター線とは運賃体系が異なる。
- 小学生以上：150円→160円
- 障害者割引運賃：100円
- 回数券：11券片1,500円→1,550円

### 過去の路線

#### 幸手 - 鷲宮駅東口路線
幸手 - 鷲宮駅東口路線では、初乗り100円から最高250円までの多区間運賃制であった。

#### 東鷲宮 - コミュニティセンター路線
小人運賃が小学生から高校生まで適用されるのが特徴。
- 大人：150円→160円均一
- 小学生 - 高校生：100円均一
- 障害者割引運賃：100円均一
- 大人回数券：11券片1,500円→1,550円
- 小人回数券：11券片1,000円

## 現行路線

### 一般路線バス

#### アリオ鷲宮路線
- 東鷲宮駅西口 - アリオ鷲宮イトーヨーカドー[8]
  - 東鷲宮駅西口ロータリーと、アリオ鷲宮の核店舗であるイトーヨーカドーアリオ鷲宮店[19]を結ぶ直行バス。途中は無停車[8]。
  - 専用車両を使用し、ショッピングセンターのシャトルバスのような運行形態であるが、無料送迎バスではなく有料の路線バスである[8]。

### コミュニティバス

#### 幸手市内循環バス
- 2016年にいったん廃止されるまでは別の事業者が運行受託していたが、2022年1月4日からの市内循環バス（2代）復活に伴い、幸手市から委託を受けて運行開始した。

## 休廃止路線

### 一般路線バス

#### 幸手 - 鷲宮駅東口路線
東鷲宮駅東口から幸手駅を経由し、幸手市内西部を大回りして幸手駅を経由し、中田観光バス車庫へ至る路線。2011年（平成23年）11月30日をもって運休。
さかえ小 -3街区 - 団地中央 - 6街区では、日本住宅公団（現：都市再生機構）の大規模団地・幸手団地を巡回する。なお、幸手団地には朝日自動車久喜営業所の路線も乗り入れている。かつては幸手市内循環バスも乗り入れていた（2016年廃止）。
朝6時30分から9時までの東鷲宮駅東口発、夜18時から21時までの中田観光バス車庫発は「シャトル便」として、東5丁目経由で短縮運行していた。東鷲宮駅東口 - 幸手商業入口間、保育所入口 - 中田観光バス車庫間は共通区間。シャトル便は幸手団地方面を経由しない。
以下は路線運休時の経路。全停留所を記載。なお「本線」という呼称は便宜上記載したもので、路線図には記載されていない。
- 本線（ラインカラー：赤）
  - 東鷲宮駅東口 - 未来公園横 - 桜田小前 - 大字八甫 - 出荷所前 - 法性院 - 香日向入口 - 千塚 - 円藤内 - ひまわり歯科前 - 西 - 田宮 - 幸手商業入口 - 埼玉りそな前[21] - 白百合幼稚園入口 - 幸手駅 - スカイハイツ前 - 緑台1丁目 - さかえ小 - 3街区 - 団地中央 - 6街区 - 緑台中央 - 緑台北 - 中央公民館入口 - 医療大学入口 - 東4丁目 - 保育所入口 - 警察署前 - 中田観光バス車庫[10]
- シャトル便（ラインカラー：水色）
  - 東鷲宮駅東口 - 未来公園横 - 桜田小前 - 大字八甫 - 出荷所前 - 法性院 - 香日向入口 - 千塚 - 円藤内 - ひまわり歯科前 - 西 - 田宮 - 幸手商業入口 - 東5丁目 - 保育所入口 - 警察署前 - 中田観光バス車庫[10]

#### 東鷲宮 - コミュニティセンター路線
公共交通機関がなかった幸手市北部の香日向地区と、JR東鷲宮駅を結んでいた。2021年9月30日をもって休止。
東鷲宮駅東口と幸手市コミュニティセンター（幸手市香日向）を、駅前にあるイオン東鷲宮店を経由して結ぶ2つのコースがある。同社公式サイト掲載の路線図では、幸手市コミュニティセンター前を始発地としている。
以下は路線運休時の経路。全停留所を記載。
- ほほえみコース（ラインカラー：赤）
  - コミュニティセンター前 - 幸手看護学校 - 西こもれび通り中央 - 西公園前 - 東大輪 - 矢作整形外科前 - 沼井公園前 - イオン前 - 東鷲宮駅東口[9]
- スマイルコース（ラインカラー：緑）
  - コミュニティセンター前 - あきにれ通り北 - 東こもれび通り北 - ゆりの木通り北 - 香日向交番 - ゆりの木通り中央 - 中川崎公園入口 - ゆりの木通り南 - 西こもれび通り南 - かえで通り南 - かえで通り中 - かえで通り北 - 西公園前 - 東大輪 - 矢作整形外科前 - 沼井公園前 - イオン前 - 東鷲宮駅東口[9]

### コミュニティバス

#### 宮代町町内循環バス
- 宮代町（埼玉県南埼玉郡）から委託を受け、コミュニティバス「宮代町町内循環バス」を運行していた[11][24]。中田商会が単独で運行受託していた[24]。専用車両は中田商会が所有するマイクロバス（三菱・ローザ）を使用していた。

## 特定バス事業
- ボートピア栗橋 シャトルバス[22][25]
  - JR宇都宮線栗橋駅、東武日光線南栗橋駅から、ボートピア栗橋への無料送迎バスを運行している[25]。ボートピア栗橋カラーの専用車両（貸切登録車）が使用される[25]。
- 企業送迎：凸版印刷[22]
- その他、春日部市の福祉施設送迎バス、幼稚園スクールバスの運行を受託する[22]。

## 車両
車両の標準塗装はピンク色で、中田観光バスのイニシャル「NKB」のロゴが描かれている。

### 貸切車
- 大型車：いすゞ・ガーラ（2代目）
- 中型車：日野・セレガ（2代目ショート）、日野・セレガFC、三菱ふそう・エアロバスMM
- 小型車：三菱ふそう・エアロミディMJ

などが在籍する。

### 路線車
- 三菱ふそう・ローザ（方向幕なし）
  - アリオ鷲宮線の車両には、アリオのキャラクター「アリくんとリオちゃん」を描いた青基調の専用ラッピングが施された[8]。
  - 一般路線バスでは、ピンク色の標準塗装車が使用されていた[9]。
  - 宮代町町内循環バスでは、白地に町内の小・中学生によるデザインのラッピングを施した専用車両が使用されていた[24][27]。

### 特定車
- ボートピア栗橋シャトルバスでは、水色基調の専用ラッピング車両が充当される[25]。貸切登録のいすゞ・ジャーニーJ（日野・リエッセのOEM車）を使用。2ドア路線仕様、中扉2枚折戸、車椅子用リフトなし。